# Biodiversity Heritage Library

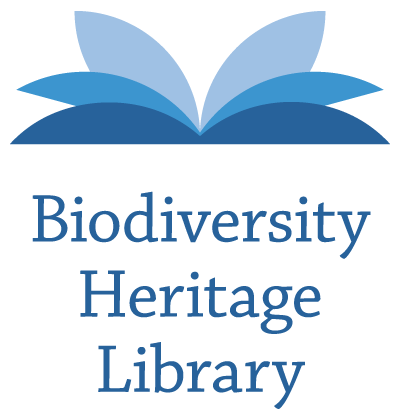

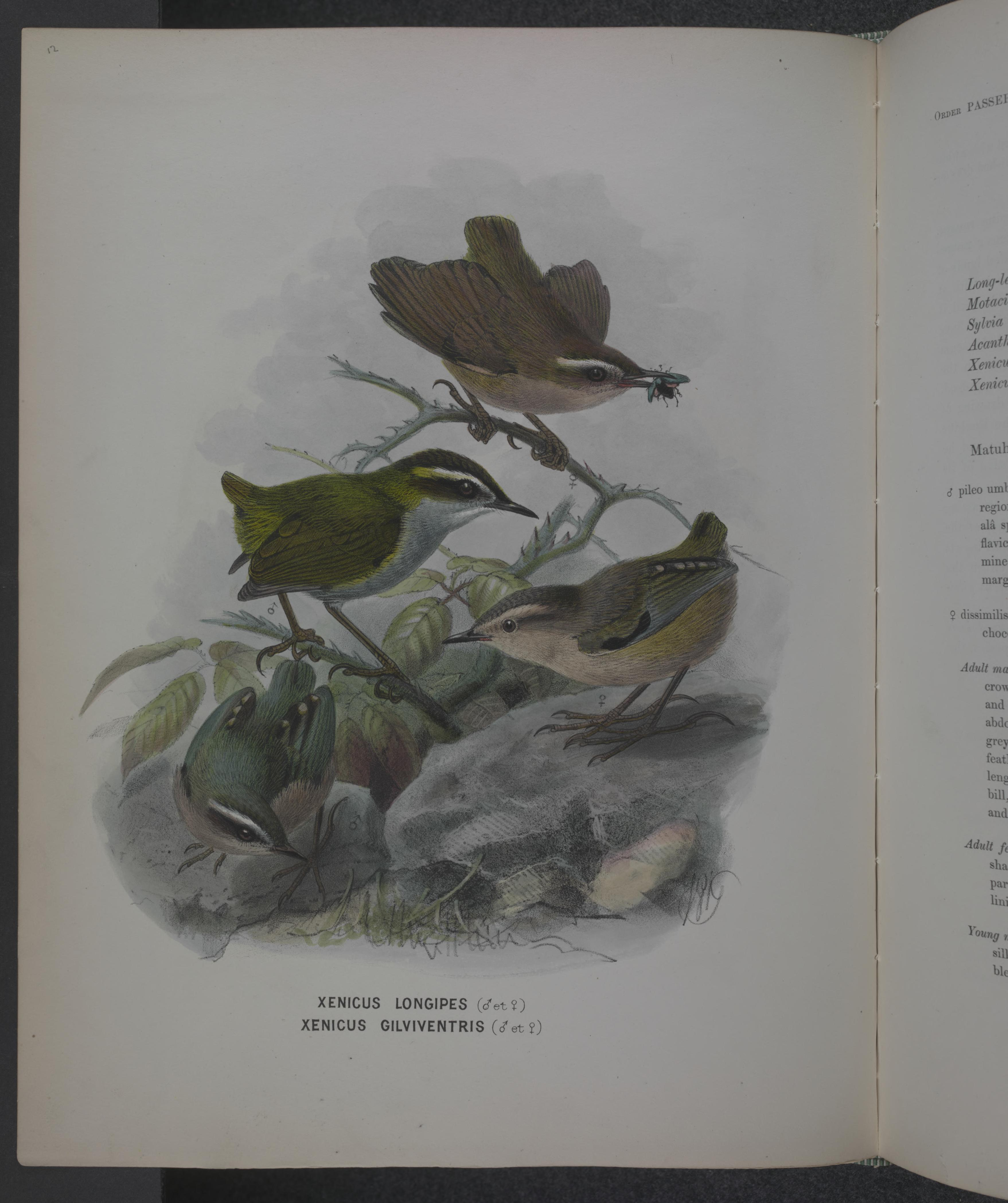
Bergsklippsmyg, Xenicus gilviventris, och den numera utdöda buskklippsmygen, X. longipes, ur Charles Darwins exemplar av Walter Lawry Buller & John Gerrard Keulemans, 1873, A history of the birds of New Zealand på BHL.

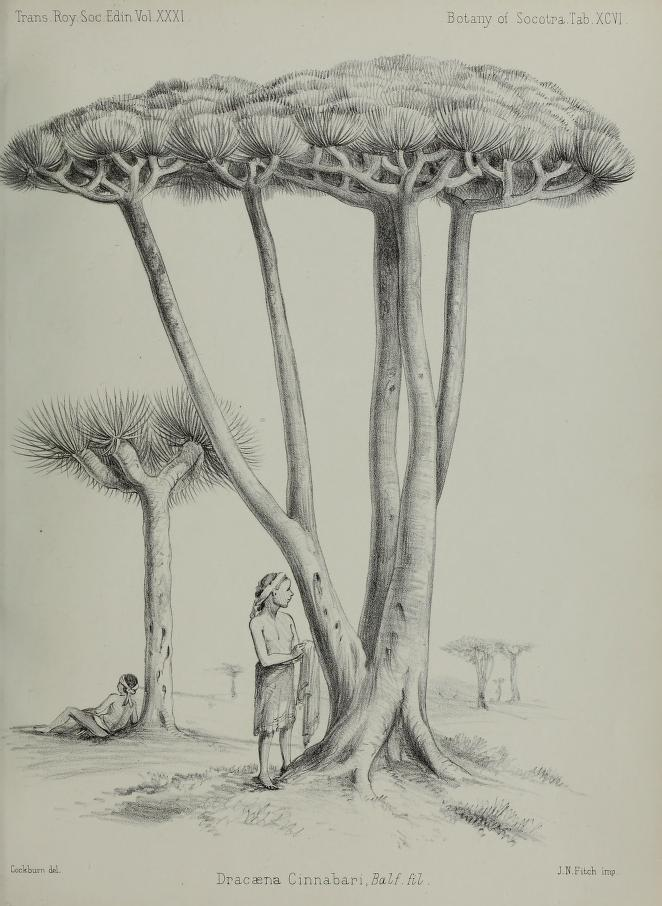
Dracaena cinnabari ur Isaac Bayley Balfour, 1888, Botany of Socotra i Transactions of the Royal Society of Edinburgh volym XXXI på BHL.

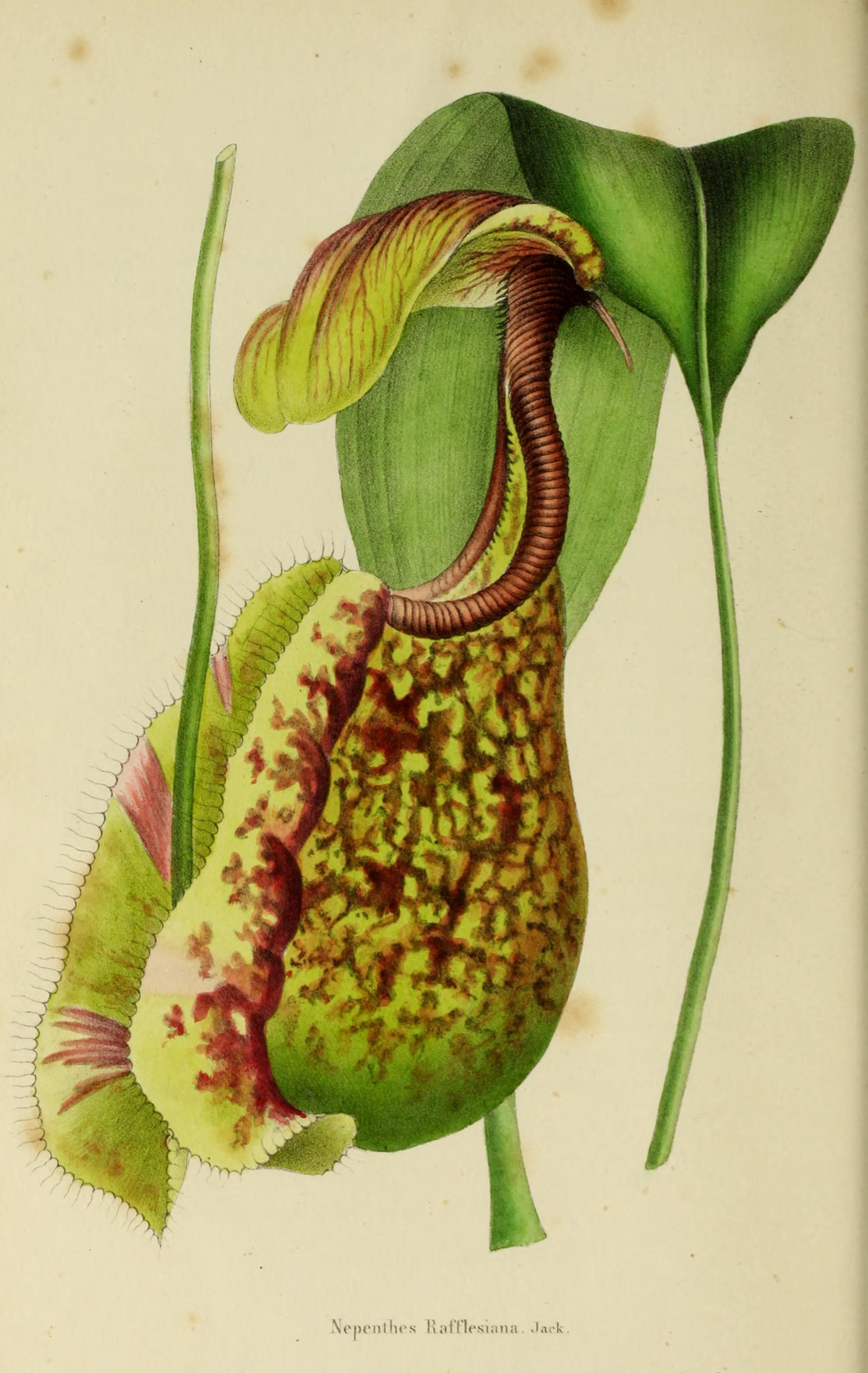
Nepenthes rafflesiana ur Charles Morren, 1847, Société royale d'agriculture et de botanique de Gand, volym III, på BHL.

Biodiversity Heritage Library (BHL) är ett konsortium av naturhistoriska och botaniska bibliotek som bildades 2005 för att tillgängliggöra litteratur inom biodiversitet digitalt online. Debuten skedde 2007 med publikationen av 300 inskannade böcker på Internet. Vid utgången av 2016 hade materialet vuxit till 196 801 volymer och 211 102 artiklar, sammanlagt omfattande 51 460 159 sidor. Projektet administreras av ett sekretariat med huvudkvarter vid Smithsonian Institution i Washington D.C. (Program Director: Martin Robert Kalfatovic). BHL är en av hörnstenarna i Encyclopedia of Life (EOL) och är associerad med exempelvis Global Biodiversity Information Facility (GBIF). Dessutom länkar databasposter på exempelvis International Plant Names Index (IPNI), ZooBank och International Taxonomic Information System (ITIS) till sidor i verk på BHL.
Härutöver länkar BHL i sin tur till över 6 000 verk på Real Jardín Botánico Digital Library i Madrid, 2 500 artiklar från Pensoft Publishers i Sofia, Bulgarien (som ger ut 31 open-access tidskrifter som Zookeys, MycoKeys, PhytoKeys och Deutsche Entomologische Zeitschrift) och 9 000 artiklar på Scientific Electonic Library Online (SciELO).

## Medlemmar
De tio bibliotek som startade BHL 2005 är:
- American Museum of Natural History Library (New York, USA)
- Ernst Mayr Library (Cambridge, Massachusetts, USA)
- Field Museum of Natural History Library (Chicago, USA)
- Harvard University Botany Libraries (Cambridge, Massachusetts, USA)
- Marine Biological Laboratory/Woods Hole Oceanographic Institution (Woods Hole, Massachusetts, USA), ej längre medlem
- Peter H. Raven Library (St. Louis, USA)
- Natural History Museum Library (London, England)
- LuEster T. Mertz Library (New York, USA)
- Royal Botanic Gardens, Kew, Library, Art & Archives (Richmond, England)
- Smithsonian Libraries (Washington D.C., USA)

Därefter har ytterligare bibliotek anslutits som medlemmar:
- BHL Australia (Canberra, Australien)
- BHL Mexico (Mexico City, Mexiko)
- Cornell University Library (Ithaca, New York, USA)
- Library of Congress (Washington D.C., USA)
- Museum für Naturkunde (Berlin, Tyskland)
- Muséum national d'histoire naturelle (Paris, Frankrike)
- National Library Board (Singapore)
- National Agricultural Library
- University Library, University of Illinois at Urbana-Champaign
- University of Toronto Libraries (Toronto, Canada)
- Yale University

Utöver ovanstående 20 medlemmar ("members") finns (i juli 2018) 21 anknutna bibliotek ("affiliates"): Academy of Natural Sciences of Drexel University, Library and Archives, BHL Africa, BHL China, BHL Egypt, BHL SciELO (Brasilien), Bibliothèque cantonale et universitaire - Lausanne, California Academy of Sciences Library, Canadian Museum of Nature, Lenhardt Library, Internet Archive, Lloyd Library and Museum (Cincinnati), Los Angeles County Arboretum and Botanic Garden, Marine Biological Laboratory/Woods Hole Oceanographic Institution Library (MBLWHOI Library), Mendel Museum (Brno), Národní muzeum (Prag), Natural History Museum of Los Angeles County, Naturalis Biodiversity Center (Leiden), Oak Spring Garden Foundation (Upperville, Virginia, USA), Smithsonian Institution Archives, United States Geological Survey Libraries Program och Universitätsbibliothek Johann Christian Senckenberg.

## BHL - Europe
Biodiversity Heritage Library - Europe var ett projekt som pågick 2009 till 2012 (webportalen fanns kvar till den 31 januari 2018). Det bestod av 26 europeiska medlemsbibliotek samt Missouri Botanical Garden Library och Smithsonian Libraries i USA. Allt material är överfört till Biodiversity Heritage Library.